# Вулиця Вигін
Вулиця Ви́гін — вулиця у Сихівському районі міста Львова, у місцевості Снопків. Сполучає вулиці Дунайську та Радість.
До 1930-х років мала назву Бічна Сихівської дороги. Сучасну назву вулиця отримала у 1933 році, адже у місцевості, де пролягає вулиця, раніше були луки, куди виганяли пастися худобу.
Вулиця забудована будинками двох типів: на непарному боці вулиці розташовані п'ятиповерхівка та дев'ятиповерхівка кінця 1970-х років, з парного боку — малоповерхові приватні садиби, зведені у 1930-х роках. В будинку під № 3 міститься Львівська академія дошкільної освіти «Ладо».